# Амур (минный транспорт, 1906)
«Амур» — минный заградитель Российского флота, заложенный на Балтийском заводе в 1906 и вступивший в строй в 1909 году.

## Проектирование и постройка
Построен в рамках программы по постройке третьего и четвёртого минных заградителей типа «Амур». Главный строитель — корабельный инженер К. Я. Аверин. По опыту Русско-японской войны в ходе постройки корабля в конструкцию были внесены некоторые изменения. Проект предусматривал размещение на корабле 360 мин: 120 нового образца и 240 старого. После 1908 года минные заградители «Амур» и «Енисей» предназначались исключительно для мин новых образцов. Постройка кораблей сильно затянулась из-за революционных событий и согласования изменений в проекте с заводом.

## История службы
В период первой мировой войны участвовал в активных и оборонительных минных постановках. На минах, выставленных кораблем подорвались: германские пароходы «Kenigsberg» и «Bavaria», тральщики «Т-47» и «Т-51».
Зиму 1916—1917 годах «Амур» провел в Ревеле. Там и пришло известие об отречении императора. Команда принимала участие в многочисленных митингах, демонстрациях. Летом 1917 года группа амурцев, возглавляемая минером Э. Ныу, встречалась с В. И. Лениным в Петрограде. 8 сентября матросы подняли на корабле красный флаг, приняли резолюцию о провозглашении России демократической республикой.
По приказу Центробалта «Амур» прибыл из Ревеля в Кронштадт, а 24 октября судовой комитет получил распоряжение о полном подчинении корабля Военно-революционному комитету Петроградского Совета. Приняв на борт штаб и более 2000 моряков сводного кронштадтского отряда под командованием комиссара Г. И. Иванова, «Амур» на следующий день прибыл в Петроград, став на якорь неподалеку от «Авроры». На заградителе побывал член ВРК В. А. Антонов-Овссенко, возглавивший сводный отряд. Амурцы занимали Зимний дворец, участвовали в ликвидации мятежа юнкеров, сражались с войсками А. Ф. Керенского, несли охрану Смольного.
С 7 августа 1918 года находился на долговременном хранении и использовался в качестве блокшива.

## Учебное судно
В 1929 году Ленинградская организация ОСОАВИАХИМ (Общество содействия обороне, авиационному и химическому строительству) обратилась к народному комиссару по военным и морским делам с просьбой о выделении в её распоряжение одного корабля для создания на нём учебной военно-морской станции. Нарком дал указания командованию Балтийского флота. Наиболее подходящим для этих целей признали «Амур». Ремонт возложили на Кронштадтский пароходный завод. В мае 1930 года буксиры притащили его к заводскому причалу. Через восемь месяцев корабль передали Ленинградскому совету ОСОАВИАХИМА. 21 июля 1930 года отремонтированный и переоборудованный в учебное судно «Амур» занял место у набережной Красного Флота в Ленинграде, а 1 августа на нём подняли флаг судов допризывной подготовки. На корабле оборудовали учебные кабинеты, установили в качестве наглядных пособий два орудия с английской подводной лодки «L-55» и итальянского эсминца «Carlo Alberto Racchia».

## Плавбаза подводных лодок
Весной 1938 года уже бывшее учебное судно возвратили Балтийскому флоту, где он использовался как плавбаза подводных лодок. «Амур» отбуксировали на завод, произвели необходимый ремонт и некоторое переоборудование помещений. В начале лета он уже находился в бригаде подводных лодок в Ораниенбауме. На него базировались разные лодки, но большей частью он обеспечивал 14-й дивизион, в основном состоявший из лодок типа «Щ». Пушки с «Амура» сняли после прихода в Ораниенбаум и установили перед входом в штаб соединения охраны водного района.

## «Амур» в Великой Отечественной войне
К лету в Таллине сложилась тяжелая обстановка с размещением личного состава подводных лодок и малых надводных кораблей, в связи с чем было принято решение перевести в новую главную базу Балтийского флота и «Амур». В середине июня на нём провели необходимый ремонт. В 10 ч 25 мин 21 июня 1941 года ледокол «Трувор» повел «Амур» на буксире в Таллин. 22 июня утром они прибыли на таллиннский рейд, места у причала сразу не нашлось, пришлось встать на якорь. На следующий день «Амур» был поставлен к борту линейного корабля «Октябрьская революция». Лишь неделю спустя, появилась возможность ввести его в Каботажную гавань и поставить там на швартовы.
К его борту швартовались подводные лодки, катера, буксиры. На нём размещались и подводники и катерники, и морские пехотинцы, подразделения тыла, береговые помещения которых были разрушены в ходе боевых действий. Трюмы использовались как временные склады различного военного имущества.
В августе авиационная бомба попала в машинное отделение. Чтобы корабль не достался врагам, его затопили ночью 28 августа на входе в гавань.
Полузатопленный корпус довольно продолжительное время преграждал вход в гавань крупнотоннажным кораблям и судам. Лишь к зиме германская аварийно-спасательная служба, использовав плавучесть уцелевших отсеков, смогла несколько приподнять корпус над грунтом и оттащить его в сторону. Подняли «Амур» в 1951 году и сдали на слом. Разборка производилась на полуострове Пальясар.

## Командиры
- 25.03.1910—1913 капитан 2-го ранга М. М. Весёлкин[1]